# Ahmetcan Kaplan
Ahmetcan Kaplan (* 16. ledna 2003) je turecký profesionální fotbalista, který hraje na pozici středního obránce za nizozemský klub AFC Ajax.

## Klubová kariéra
Kaplan, mládežnický produkt Trabzonsporu, podepsal svou první profesionální smlouvu s klubem 10. srpna 2020. Svůj profesionální debut za Trabzonspor si odbyl 27. září 2021 při remíze 1:1 v Süper Lig s Alanyasporem.
Kaplan přestoupil do nizozemského klubu AFC Ajax v Eredivisie v srpnu 2022 a podepsal zde pětiletou smlouvu.

## Reprezentační kariéra
Kaplan je reprezentantem Turecka, dříve byl mládežnickým reprezentantem, reprezentoval turecké týmy U16, U17, U19 a U21.
Dne 7. června 2024 byl vybrán do 26členného tureckého týmu pro Mistrovství Evropy ve fotbale 2024.

## Statistiky

### Klubové
Platí k zápasu hranému 27. října 2024.
| Klub              | Sezóna            | Liga              | Liga   | Liga | Národní pohár | Národní pohár | Kontinentální | Kontinentální | Ostatní | Ostatní | Celkově | Celkově |
| Klub              | Sezóna            | Soutěž            | Zápasy | Góly | Zápasy        | Góly          | Zápasy        | Góly          | Zápasy  | Góly    | Zápasy  | Góly    |
| ----------------- | ----------------- | ----------------- | ------ | ---- | ------------- | ------------- | ------------- | ------------- | ------- | ------- | ------- | ------- |
| Trabzonspor       | 2020/21           | Süper Lig         | 0      | 0    | 0             | 0             | 0             | 0             | —       | —       | 0       | 0       |
| Trabzonspor       | 2021/22           | Süper Lig         | 13     | 0    | 5             | 0             | 0             | 0             | —       | —       | 18      | 0       |
| Trabzonspor       | 2022/23           | Süper Lig         | 0      | 0    | 0             | 0             | 0             | 0             | 0       | 0       | 0       | 0       |
| Trabzonspor       | Celkově           | Celkově           | 13     | 0    | 5             | 0             | 0             | 0             | 0       | 0       | 18      | 0       |
| Ajax              | 2022/23           | Eredivisie        | 0      | 0    | 0             | 0             | 0             | 0             | 0       | 0       | 0       | 0       |
| Ajax              | 2023/24           | Eredivisie        | 11     | 0    | 0             | 0             | 2             | 0             | 0       | 0       | 13      | 0       |
| Ajax              | 2024/25           | Eredivisie        | 2      | 0    | 0             | 0             | 1             | 0             | 0       | 0       | 3       | 0       |
| Ajax              | Celkově           | Celkově           | 13     | 0    | 0             | 0             | 3             | 0             | 0       | 0       | 16      | 0       |
| Jong Ajax         | 2023/24           | Eerste Divisie    | 11     | 0    | —             | —             | —             | —             | —       | —       | 11      | 0       |
| Jong Ajax         | 2024/25           | Eerste Divisie    | 1      | 1    | —             | —             | —             | —             | —       | —       | 1       | 1       |
| Jong Ajax         | Celkově           | Celkově           | 12     | 1    | —             | —             | —             | —             | —       | —       | 12      | 1       |
| Celkově v kariéře | Celkově v kariéře | Celkově v kariéře | 35     | 1    | 5             | 0             | 3             | 0             | 0       | 0       | 43      | 1       |

## Úspěchy
Trabzonspor
- Süper Lig: 2021/22
- Turecký Superpohár: 2022